# Rosas de Ouro
La Sociedade Rosas de Ouro est une école de samba de la ville de São Paulo, fondée en 1971, à Brasilândia, par José Luciano Tomás da Silva, Jorge Augusto de Andrade, João Roque "Cajé", José Benedito da Silva "Zelão", Hernane Basílio, Ronaldo Gomes et Eduardo Basílio. Celui-ci est le président de Rosas de Ouro dès la fondation de l'école jusqu'à sa mort, en octobre 2003.
Le nom de l'école s'inspire d'une distinction instituée par le pape Grégoire II en 730, pour orner les vertueuses princesses catholiques, le bouquet des Roses d'Or.

## Présidents
| Nom              | Mandat        | Réf.  |
| ---------------- | ------------- | ----- |
| Eduardo Basilio  | 1971 - 2003   | [ 3 ] |
| Angelina Basilio | 2004 - actuel | [ 4 ] |

## Dirigeants
| Période   | Directeur du Carnaval                                           | Directeur général d'Harmonie                                      | Maître des percussions     | Réf.  |
| --------- | --------------------------------------------------------------- | ----------------------------------------------------------------- | -------------------------- | ----- |
| 2014-2018 | Alexandre Vicente                                               | João Roberto Dias                                                 | Rafael "Gordinho" Oliveira | ,     |
| 2019      | Evandro do Rosas, Karla Priscilla, Leandro Lion et Victor Lebro | Bruno Raimundo Amaral, Fernando Amaral Rosa, Julio Cesar Teixeira | Rafael "Gordinho" Oliveira | [ 7 ] |
| 2020      | Osmar Costa, Leandro Lion, Evandro Souza et Victor Lebro        | Bruno Raimundo Amaral, Fernando Amaral Rosa, Julio Cesar Teixeira | Rafael "Gordinho" Oliveira | [ 8 ] |

## Chorégraphe
| Période     | Nom                  | Réf.   |
| ----------- | -------------------- | ------ |
| 2013        | Jules César Teixeira | [ 9 ]  |
| 2014        | Chris Rabello        |        |
| 2015        | Taiana Freitas       | [ 10 ] |
| 2016        | Renée Rodrigues      |        |
| 2017-2018   | Oyama Queiroz        | [ 6 ]  |
| 2019-actuel | Hélène Figueira      | ,      |

## Titres
| Titres de Rosas de Ouro | Titres de Rosas de Ouro | Titres de Rosas de Ouro | Titres de Rosas de Ouro                  |
|                         | Division                | Total                   | Année                                    |
| ----------------------- | ----------------------- | ----------------------- | ---------------------------------------- |
|                         | Groupe spécial          | 7                       | 1983, 1984, 1990, 1991, 1992, 1994, 2010 |
|                         | Groupe d'accès          | 1                       | 1974                                     |
|                         | Groupe 1 - UESP         | 1                       | 1973                                     |